# Удар головой (движение)

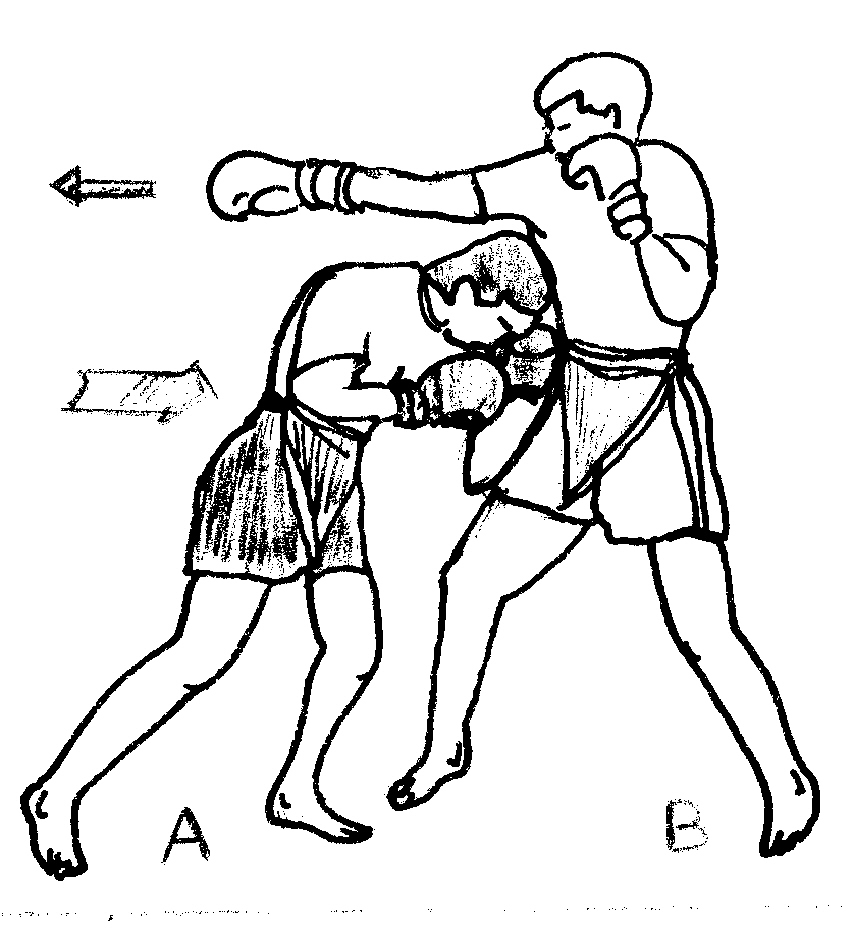

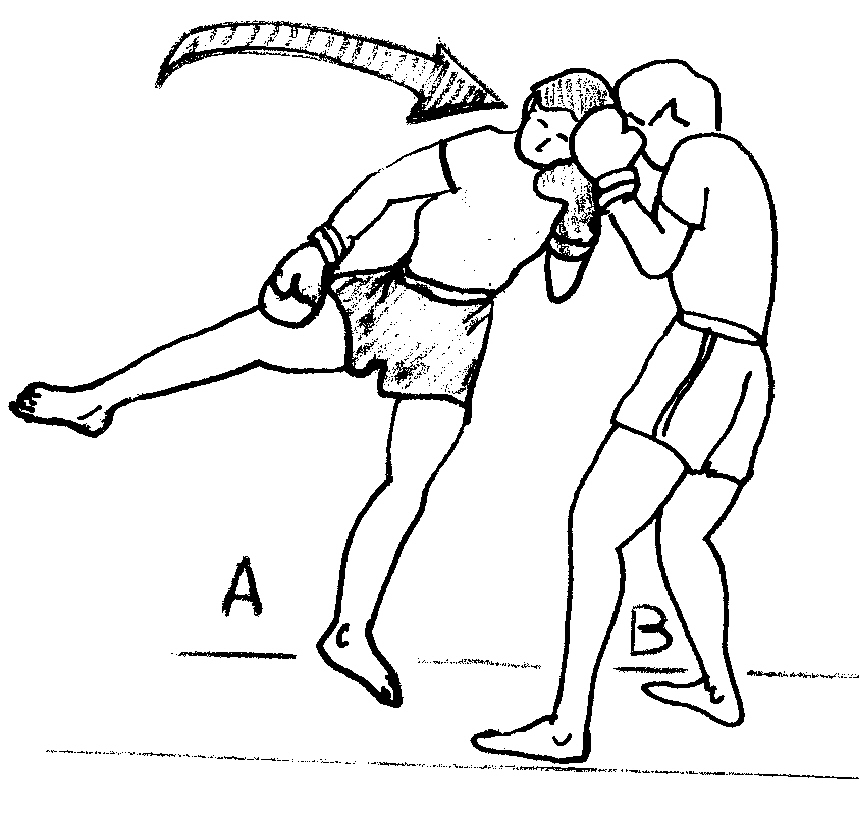

Удар головой — импульсное возвратно-поступательное (редко — вращательное), с прямолинейной или криволинейной траектории, направленное движение головой. Цель движения — нанесение физического вреда, или достижения изменения физического состояния объекта или субъекта. Удары головой присущи многим боевым искусствам, которые используют ударную технику.

## Удары головой в разных видах спорта

### Футбол
В футболе удары головой по мячу наносятся, как правило, при передачах мяча верхом, будь то заброс вперёд или подача с фланга (в том числе подача с угловой отметки). Обычным делом в матчах являются голы, забитые именно головой. 
Из футболистов, забивавших голы головой с самых больших расстояний, выделяются японец Рюдзиро Уэда из клуба «Фаджано Окаяма», поразивший ворота 30 октября 2011 года в игре против «Йокогамы» с расстояния 57,8 м со своей половины поля (изначально указывалась дистанция в 58,6 м), и норвежец Йоне Самуэльсен из клуба «Одд», забивший гол головой с расстояния 58,13 м в матче 25 сентября 2011 года против «Тромсё» (изначально указывалось, что он забил с расстояния 57,3 м). Забитый Самуэльсеном гол является рекордным по дальности в мировом футболе
Самый дальний гол головой в истории чемпионатов мира (начиная с 1966 года) был забит бельгийцем Яном Вертонгеном 2 июля 2018 года в матче 1/8 финала чемпионата мира против Японии (победа Бельгии 3:2), когда Вертонген поразил ворота японцев, находясь на расстоянии не менее 18 м от ворот.
В то же время правилами футбола запрещается удар головой в корпус другого игрока: нарушение карается прямой красной карточкой и удалением провинившегося с поля. Самым известным случаем подобного нарушения правил стал инцидент в финале чемпионата мира 2006 года, когда француз Зинедин Зидан после перепалки и оскорблений со стороны итальянца Марко Матерацци ударил его головой в грудь и был удалён с поля: главный арбитр встречи не видел этот инцидент, однако помощники сообщили ему по радиосвязи о том, что сделал Зидан.

### Хоккей с шайбой
Правилами Национальной хоккейной лиги игрокам запрещается наносить удары головой по противнику: нарушитель даже в случае неудачной попытки ударить противника удаляется до конца матча, а команда остаётся в меньшинстве на 5 минут. Матч-штраф выписывается в случае, если удар головой представлял опасность здоровью пострадавшего игрока.

### Гандбол
В гандболе имели место случаи дисквалификации игроков, которые во время матча ударили головой противника в грудь. 3 марта 2014 года в матче женской Лиги чемпионов ЕГФ между клубами «Будучност» и «Дьёр» Милена Кнежевич на последних секундах ударила таким образом Аниту Гёрбиц, за что была дисквалифицирована на два матча.